# كارلوس رودريغوس كوريا
كارلوس رودريغوس كوريا (بالبرتغالية: Carlos Rodrigues Corrêa‏) هو لاعب كرة قدم برازيلي، ولد في 29 ديسمبر 1980 في ليميرا في البرازيل. لعب مع أتلتيكو مينيرو وجمعية بورتوغيزا الرياضية ودينامو كييف ونادي بالميراس ونادي فلامنغو ونادي فورتاليزا.

## وصلات خارجية
- كارلوس رودريغوس كوريا على موقع الاتحاد الدولي (مؤرشف)  (الإنجليزية)
- كارلوس رودريغوس كوريا على موقع اتحاد أوكرانيا (الإنجليزية)
- كارلوس رودريغوس كوريا على موقع قاعدة بيانات كرة القدم.إي يو (الإنجليزية)
- كارلوس رودريغوس كوريا على موقع Soccerway.com (الإنجليزية)
- كارلوس رودريغوس كوريا على موقع عالم كرة القدم.نت (الإنجليزية)